# Starke (Familienname)
Starke ist ein deutscher Familienname.

## Namensträger
- Adolph Traugott Eduard Starke (1793–1858), deutscher Politiker
- Albert Starke (Politiker) (Friedrich Carl Albert Julius Starke; fl. 19. Jahrhundert), deutscher Politiker, Mitglied des Landtags Schwarzburg-Rudolstadt
- Albert Starke (Rittergutsbesitzer) († 1874), deutscher Pferdezüchter und Rittergutsbesitzer
- Albert Starke (Bildhauer) (fl. 1900/1920), deutscher Bildhauer und Hochschullehrer
- Alexander Starke (1773–1842), deutscher Militärarzt
- Andrasch Starke (* 1974), deutscher Jockey
- Andreas Starke (* 1956), deutscher Politiker, Oberbürgermeister von Bamberg
- Andrew Starke, britischer Filmproduzent
- Annie Starke (* 1988), US-amerikanische Schauspielerin
- Anthony Starke (* 1963), US-amerikanischer Schauspieler
- Bärbel Starke (* 1951), deutsche Handballspielerin
- Benjamin Starke (* 1986), deutscher Schwimmer
- Christoph Starke (1684–1744), deutscher Theologe
- Curt Moritz Starke (1835–1896), deutscher Unternehmer und Politiker (DFP)
- Dorothea Starke (1902–1943), deutsche Mathematikerin
- Frank Starke, deutscher Altorientalist
- Friedrich Starke (1774–1835), deutscher Hornist, Kapellmeister und Komponist
- Friedrich Starke (Generalmajor) (1889–1962), deutscher Offizier, zuletzt Generalmajor der Wehrmacht
- Friedrich Müller-Starke (1877–1967), Oberbürgermeister in Hanau, NSDAP-Mitglied
- Gerd Starke (1930–2019), deutscher Klarinettist und Hochschullehrer
- Gerhard Starke (* 1927), deutscher Fußballspieler
- Gotthelf Wilhelm Christoph Starke (1762–1830), deutscher Theologe und Pädagoge
- Gotthold Starke (1896–1968), deutscher Journalist und Diplomat
- Günter Starke (1927–2008), deutscher Germanist, Sprachwissenschaftler und Hochschullehrer
- H. F. G. Starke (1916–1996), deutscher Journalist
- Hans-Jürgen Starke (1940–2020), deutscher Grafiker, Cartoonist und Karikaturist
- Heinrich Benedict Starke (auch Stark; 1672–1727), deutscher Orientalist
- Heinz Starke (1911–2001), deutscher Politiker (FDP, später CSU)
- Hermann Starke (1874–1960), deutscher Physiker
- Holger Starke (* 1962), deutscher Historiker und Autor
- Ipke Starke (* 1965), deutscher Komponist und Hochschullehrer
- Johann Christian Starke (vor 1770–1840), deutscher Rittergutsbesitzer und Landrat
- Johann Christian Thomas Starke (1764 (?)–1840), deutscher Kupferstecher
- Johann Friedrich Starke (Mediziner) (um 1680–1723), deutscher Mediziner
- Johann Friedrich Starke (Drucker) (1779–1845), deutscher Drucker und Verleger
- Johann Friedrich Starke (Maler) (1802–1872), deutscher Maler
- Johann Georg Starke (1712–1762), deutscher Theologe
- Johann Ludwig Starke (1723–1769), Schauspieler
- Johanna Christiana Starke (1731–1809), deutsche Schauspielerin
- Käthe Starke-Goldschmidt (1905–1990), deutsche Theaterwissenschaftlerin
- Klaus Starke (1937–2024), deutscher Mediziner und Pharmakologe
- Kurt Starke (Jurist) († 1881), deutscher Unterstaatssekretär
- Kurt Starke (Chemiker) (1911–2000), deutscher Chemiker und Hochschullehrer
- Kurt Starke (Sexualwissenschaftler) (* 1938), deutscher Sexualwissenschaftler und Soziologe
- Lothar Starke (1938–2011), deutscher Urologe und Politiker (SPD)
- Manfred Starke (* 1991), deutsch-namibischer Fußballspieler
- Manfred Starke (Romanist) (* 1935), deutscher Philosophie- und Literaturhistoriker (Romanist)
- Mariana Starke (1762–1838), britische Schriftstellerin und Übersetzerin
- Michael Starke (* 1969), deutscher Komponist
- Milen Starke (* 1990), deutsche politische Beamtin (CDU) und Unternehmerin
- Ottomar Starke (1886–1962), deutscher Bühnenbildner, Grafiker, Autor und Übersetzer
- Patrick Starke (* 1988), deutscher Handballspieler
- Pauline Starke (1901–1977), US-amerikanische Schauspielerin
- Pauline Starke (Judoka) (* 1997), deutsche Judoka
- Robert Starke (* 1977), australischer Eishockeyspieler
- Sabrina Starke (* 1979), surinam-niederländische Sängerin
- Sandra Starke (* 1993), deutsch-namibische Fußballspielerin
- Sebastian Starke Hedlund (* 1995), schwedischer Fußballspieler
- Sebastian Gottfried Starke (1668–1710), deutscher Orientalist, Hebraist und Bibliothekar
- Tom Starke (* 1981), deutscher Fußballspieler
- Ute Starke (* 1939), deutsche Turnerin
- Volker Starke (1920–2002), deutscher Journalist und Politiker
- Werner Starke (Jurist) († 1584), deutscher Jurist, Ratssekretär in Lübeck
- Werner Starke (Architekt) (1913–1957), deutscher Architekt und Studentenfunktionär
- Werner Starke (Bergsteiger) (* 1936), deutscher Geograph, Bergsteiger und Fotograf
- Wilhelm Starke (Admiral) (1866–1934), deutscher Vizeadmiral
- Wilhelm Ernst Starke (1692–1764), deutscher Theologe, Philologe und Kirchenlieddichter
- Wilhelm Friedrich Starke (1885–1941), deutscher Konteradmiral
- Wolfram Starke (Fußballspieler) (1922–2011), deutscher Fußballspieler
- Wolfram Starke (Architekt) (* 1932), deutscher Architekt